# Vicyohandry Odelín
Vicyohandri Odelín Sanamé (1980) es un beisbolista cubano. Gloria del Deporte Cubano. Licenciado en Cultura Física. Lanzador de las novenas del equipo de Camagüey en la Serie Nacional de Béisbol e integrante en varias ocasiones de la selección nacional de Cuba. Uno de los pocos lanzadores camagüeyanos que ha alcanzado más de cien victorias y propinado más de mil ponches en Series Nacional.
Integró el equipo que obtuvo la medalla de oro en los Juegos Panamericanos de Santo Domingo en el 2003 y se coronó campeón en los Juegos Olímpicos de Atenas 2004. Formó parte, también, de la selección cubana que alcanzó el segundo lugar en el I Clásico Mundial de Béisbol en el 2006.

## Síntesis biográfica
Nació el 26 de febrero de 1980 en Guantánamo. Desde los seis años de edad se radicó en Camagüey.
Carrera deportiva
Comienza su carrera deportiva en la XXXVII Serie Nacional de Béisbol en 1998, donde integra el equipo Camagüey. En esa serie alcanza sus dos primeras victorias y lanza para un promedio 1.10 de carreras limpias.
En el 2001 en Taipéi de China debuta como novato con el Equipo Cuba, venciendo a Estados Unidos en la discusión de la medalla de oro.
Por sus resultados en las Series Nacionales es llamado a la selección cubana que participa en I Clásico Mundial de Béisbol en el 2006 en el Estadio Hiram Bithorn, de San Juan, Puerto Rico. En el torneo fue un factor esencial en la victoria cubana sobre la novena de Puerto Rico que salía como favorita para vencer al equipo Cuba.
Participa en la LVI Serie del Caribe de béisbol como refuerzo del equipo de Villa Clara que representó en ese certamen, donde el 4 de febrero de 2014 gracias a su estelar pitcheo Cuba venció 2-1 a Indios de Mayagüez de Puerto Rico, logrando su única victoria, no pudiendo clasificar para semifinales. Con gran dominio de la zona de strike trabajó todo el tiempo, algo que no conseguía pitcher alguno desde hace 12 años en el torneo, fundado en 1946 en La Habana. Sólo necesitó 122 lanzamientos para dar una clase magistral desde la lomita del parque de Porlamar, sede única del evento.